# Cedar Hill (Tennessee)
Cedar Hill è un comune degli Stati Uniti d'America, situato nello Stato del Tennessee, nella Contea di Robertson.